# چیغیتما
چیغیتما یا چیغیرتما، نوعی غذای محلی در اردبیل است که بیشتر به عنوان صبحانه و معمولاً همراه نان محلی سوءمی (بربری) یا سنگک سرو می‌شود. معنی نام چیغیتما به صورت تحت الفظی «به جیغ درآوردن» است که به علت نوع خاص تفت دادن غذا بدین گونه نامگزاری شده‌است.

## ترکیبات
ترکیبات اصلی این غذا عبارتند از:
- مرغ (ترجیحاً سینه مرغ)
- تخم مرغ
- پیاز
- کره
- گوجه فرنگی
- سیب زمینی
- نمک
- فلفل سیاه
- زردچوبه
- برگ بو

که بنابر ذاعقه به جای مرغ از سوسیس نیز استفاده می‌شود.

## دستور پخت
پخت مرغ
ابتدا سینه مرغ را با یک ۱ عدد پیاز ۴ قاچ شده و برگ بو و نمک و فلفل سیاه و زردچوبه داخل قابلمه ریخته و مقداری آب اضافه می‌شود تا مرغ با حرارت کم پخته شود بعد از پخت مرغ آن از قابلمه خارج شده و داخل تابه کمی کره یا روغن ریخته و سینه مرغ سرخ می‌شود تا برشته و طلایی گردد.
سرخ کردن سیب زمینی
سیب زمینی پوست گرفته شده و خلالی می‌شود سپس داخل تابه با مقداری نمک سرخ می‌شود تا برشته شود. به دلخواه می‌توان برای خوش رنگ شدن سیب زمینی کمی زردچوبه در روغن آن ریخته سپس سیب زمینی‌ها را اضافه کرد.
سرخ کردن گوجه فرنگی
داخل همان تابه که سیب زمینی سرخ شده گوجه‌ها را شسته و به صورت حلقه ای یا مکعبی ریز خرد می‌شود و با روغن تفت داده می‌شود تا کمی نرم شود.
مرحله آخر
تخم مرغ را داخل کاسه شکسته و کمی فلفل سیاه و نمک اضافه می‌شود و با همزن دستی یا چنگال هم زده می‌شود تا از لختگی خارج شود. کره را به همراه مرغ و سیب زمینی به گوجه فرنگی‌های در حال سرخ شدن اضافه می‌کنند و روی آن‌ها تخم مرغ زده شده را ریخته و حرارت می‌دهند و تا تخم مرغ سفت شود سپس به همراه برنج یا نان و ترشی سرو می‌شود.

## ثبت ملی
مهارت پخت غذا در سال 1400 و نام و نشان غذا نیز در سال ۱۴۰۲ به نام اردبیل در آثار ناملموس ملی ثبت گردید.

## جستار های وابسته
یتیمچه
غذای محلی
غذای ملی